# Caldarella
Caldarella (Caddareda in dialetto stilese) è la frazione marina del Comune di Stilo, in provincia di Reggio Calabria, distante 10,51 km dal paese e confinante con la frazione Monasterace marina di Monasterace e Ellera di Camini.